# Bryn Station
Bryn Station (Bryn stasjon) er en jernbanestation på Hovedbanen, der ligger i Bryn i det østlige Oslo.
Da Hovedbanen åbnede 1. september 1854 blev der etableret stop for togene i Bryn, for at man kunne slå bremserne til på vognene før den bratte nedkørsel mod Oslo. I 1858 blev Bryn holdeplads med ekspedition af passagerer og gods, og i 1860 blev den fuldgyldig station med mulighed for at sende togmeldinger og foretage krydsninger.
Den første stationsbygning var en lille træbygning, der lå på østsiden af sporet, og som blev erstattet af en større murstensbygning omkring 1880. Etableringen af godsbanen Loenga–Alnabrulinjen nødvendiggjorde imidlertid anlægget af et tredje spor tæt på bygningen, der derfor blev afløst af en ny stationsbygning på vestsiden af sporet i 1904. Bygningen fra 1880 blev ombygget til stationsmesterbolig og blev senere udlejet til NSB's ansatte. Siden 1993 har Norsk Jernbaneklubb haft hovedkvarter i bygningen.
Bryn var tidligere en vigtig station med stor godtrafik, og nord for stationsbygning 2 lå der et større pakhus med kontorer. Stationen havde også ilgodsekspedition. Siden 1970'erne er vognladningstrafik og anden godstrafik imidlertid minimeret og bygningerne revet ned. Også en række sidespor til industri i området er blevet fjernet.
Bryn blev fjernstyret fra kommandoposten på Oslo Ø 24. januar 1972 men havde betjent billetsalg indtil 1. juli 1975. Stationens karnap med sikringsanlæg er stadig intakt og kan betjenes efter behov.
Som et kuriosum kan det nævnes, at Bryn Station er en af fire stationer, der er repræsenteret i Monopol, den norske udgave af brætspillet Matador.